# Elżbieta Rufener-Sapieha
Elżbieta Izabela Rufener-Sapieha (ur. 7 sierpnia 1921 w Spuszy koło Grodna, zm. 1 maja 2008 w Bernie) – polska malarka.

## Życiorys
Córka Eustachego Kajetana Sapiehy i Teresy z Lubomirskich, siostra Jana Andrzeja i Lwa Jerzego i Eustachego Seweryna.
Maturę zdała w roku 1939. Na skutek wybuchu wojny nie zdołała podjąć studiów wyższych. Działała w konspiracji, co doprowadziło do jej aresztowania w roku 1944 przez Gestapo w Krakowie. Była przetrzymywana w więzieniu na Montelupich.
Po wojnie znalazła się w Szwajcarii razem z matką. Po jej wyjeździe do Kenii została adoptowana przez przyjaciela rodu Sapiehów, przemysłowca Hansa Rufenera.
W latach 50. była uczennicą Karla Bieri w berneńskiej Gewerbeschule, a także pobierała lekcje rzeźby u Madeleine von Fischer.
Była członkinią Gesellschaft Schweizerischer Bildener Künstlerinnen.
Od połowy lat 60. regularnie przyjeżdżała do Polski, biorąc udział w życiu kulturalnym i społecznym. Była członkinią ruchu "Przymierze Rodzin". Prezydent Lech Wałęsa odznaczył ją w roku 1994 Krzyżem Kawalerskim Orderu Zasługi RP, prymas Józef Glemp w roku 2000 Złotym Medalem Prymasowskim za zasługi dla Kościoła i Narodu. Pochowana została w rodzinnej krypcie rodu Sapiehów w Kościele św. Józefa Oblubieńca i św. Antoniego z Padwy w Boćkach.